# Catherine Calvert
 (août 2019).
Pour les articles homonymes, voir Calvert.
Catherine Calvert (née Catherine Cassidy le 20 avril 1890 et morte le 18 janvier 1971) est une actrice américaine.

## Filmographie
- 1916 : Partners (court métrage)
- 1917 : House of Cards
- 1917 : The Peddler
- 1917 : Think It Over
- 1917 : Behind the Mask

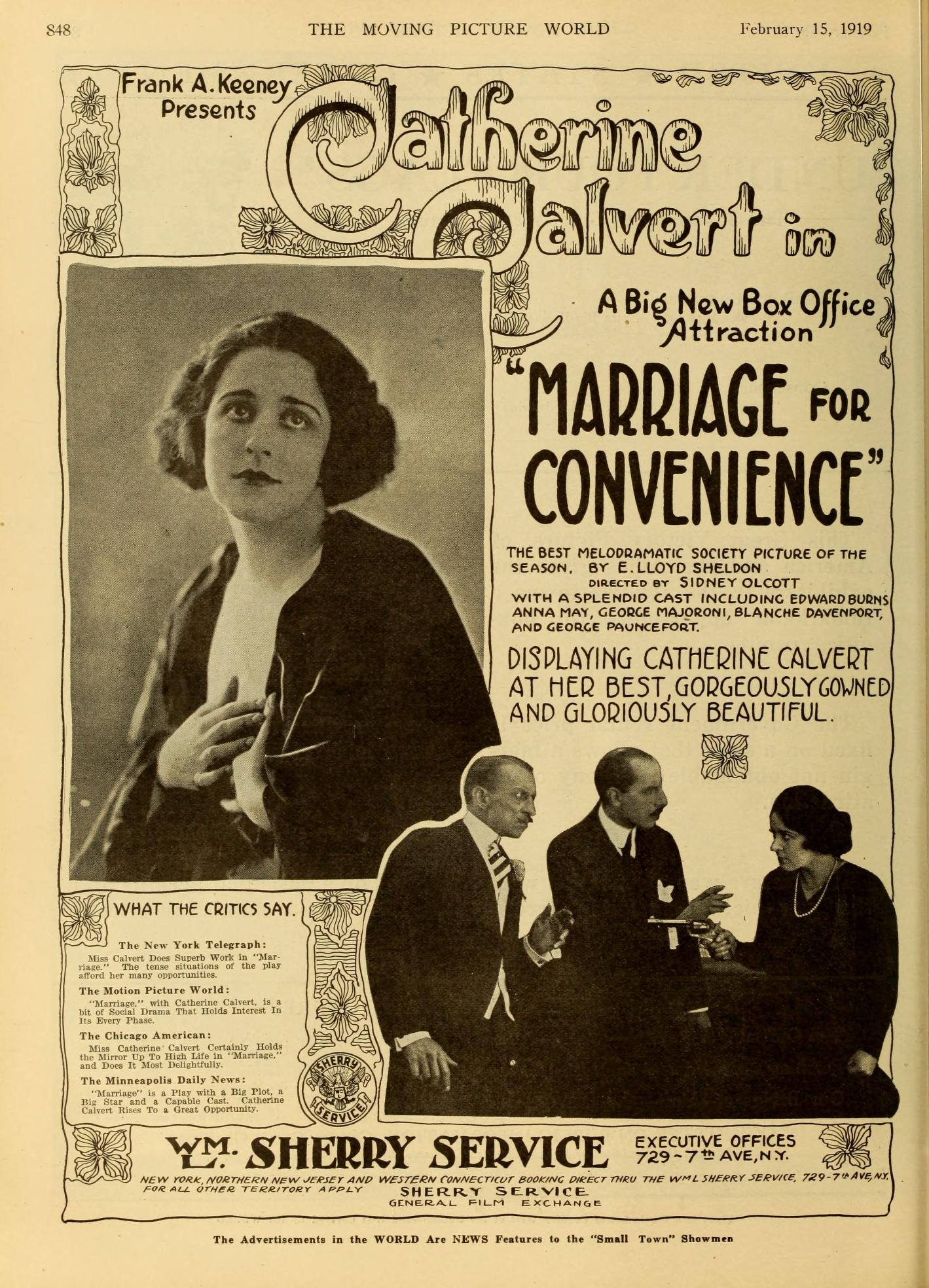
Marriage for Convenience (1919)

- 1917 : Fleur de ruisseau (Outcast)
- 1918 : The Uphill Path (en)
- 1918 : A Romance of the Underworld
- 1918 : Out of the Night
- 1918 : Marriage
- 1919 : L'Impossible Mariage (Marriage for Convenience)
- 1919 : Fires of Faith (en)
- 1919 : The Career of Katherine Bush (en)
- 1920 : Dead Men Tell No Tales (en)
- 1921 : The Heart of Maryland (en)
- 1921 : You Find It Everywhere
- 1921 : Moral Fibre
- 1922 : The Green Caravan (en)
- 1922 : That Woman
- 1923 : The Indian Love Lyrics (en)
- 1923 : Out to Win (en)